# Critérium del Dauphiné 2018
La 70.ª edición del Critérium del Dauphiné se celebró entre el 3 y el 10 de junio de 2018 en Francia con inicio en la ciudad de Valence y final en la ciudad de Saint-Gervais. El recorrido consistió de un prólogo y 7 etapas sobre una distancia total de 951,6 km.
La carrera hizo parte del UCI WorldTour 2018 calendario ciclístico de máximo nivel mundial, siendo la vigésimo tercera carrera de dicho circuito y fue ganada por el ciclista británico Geraint Thomas del equipo Sky. El podio lo completaron el también británico Adam Yates del equipo Mitchelton-Scott y el ciclista francés Romain Bardet del equipo AG2R La Mondiale.

## Equipos participantes
Tomaron parte en la carrera 22 equipos: 18 de categoría UCI WorldTeam; y 4 de categoría Profesional Continental. Formando así un pelotón de 154 ciclistas de los que terminaron 112. Los equipos participantes fueron:
| WorldTeams (18)- AG2R La Mondiale - Astana - Bahrain-Merida - BMC Racing Team - Bora-Hansgrohe - Groupama-FDJ - Lotto Soudal - Mitchelton-Scott - Movistar Team - Quick-Step Floors - Dimension Data - EF Education First-Drapac p/b Cannondale - Katusha-Alpecin - Lotto NL-Jumbo - Sky - Team Sunweb - Trek-Segafredo - UAE Team Emirates Equipos continentales profesionales (4)- Cofidis, Solutions Crédits - Fortuneo-Samsic - Vital Concept - Wanty-Groupe Gobert |
| |

## Recorrido
El Critérium del Dauphiné dispuso de siete etapas para un recorrido total de 951,6 kilómetros, dividido en una contrarreloj individual, dos etapas de media montaña, cuatro etapas de alta montaña y una contrarreloj por equipos.
| Etapa     | Fecha     | Recorrido                          | type                     | Distancia (km) | Ganador            | Líder              |
| --------- | --------- | ---------------------------------- | ------------------------ | -------------- | ------------------ | ------------------ |
| Prólogo   | 3 de jun  | Valence – Valence                  | prólogo                  | 6,6            | Michał Kwiatkowski | Michał Kwiatkowski |
| 1.ª etapa | 4 de jun  | Valence – Saint-Just-Saint-Rambert | etapa escarpada          | 179            | Daryl Impey        | Michał Kwiatkowski |
| 2.ª etapa | 5 de jun  | Montbrison – Belleville            | etapa escarpada          | 180,5          | Pascal Ackermann   | Daryl Impey        |
| 3.ª etapa | 6 de jun  | Pont-de-Vaux – Louhans             | contrarreloj por equipos | 35             | Sky                | Michał Kwiatkowski |
| 4.ª etapa | 7 de jun  | Chazey-sur-Ain – Lans-en-Vercors   | etapa de montaña         | 181            | Julian Alaphilippe | Gianni Moscon      |
| 5.ª etapa | 8 de jun  | Grenoble – Valmorel                | etapa de montaña         | 130,5          | Daniel Martin      | Geraint Thomas     |
| 6.ª etapa | 9 de jun  | Frontenex – Espace San Bernardo    | etapa de montaña         | 110            | Pello Bilbao       | Geraint Thomas     |
| 7.ª etapa | 10 de jun | Moûtiers – Saint-Gervais           | etapa de montaña         | 129            | Adam Yates         | Geraint Thomas     |

## Desarrollo de la carrera

### Prólogo
| Valence - Valence | prólogo | (6,6 km) |

| \| Clasificación de la etapa \| Clasificación de la etapa \| Clasificación de la etapa \| Clasificación de la etapa \| Clasificación de la etapa \| \| Ciclista \| Ciclista \| Equipo \| Tiempo \| \| \| ------------------------- \| ------------------------- \| ------------------------- \| ------------------------- \| ------------------------- \| \| 1.º \| Michał Kwiatkowski \| Team Sky \| 7 min 25 s \| \| \| 2.º \| Jos van Emden \| LottoNL-Jumbo \| + 1 s \| \| \| 3.º \| Gianni Moscon \| Team Sky \| + 3 s \| \| \| 4.º \| Victor Campenaerts \| Lotto-Soudal \| + 5 s \| \| \| 5.º \| Patrick Bevin \| BMC Racing Team \| + 5 s \| \| \| 6.º \| Matthias Brändle \| Trek-Segafredo \| + 6 s \| \| \| 7.º \| Bob Jungels \| Quick-Step Floors \| + 7 s \| \| \| 8.º \| Jens Keukeleire \| Lotto-Soudal \| + 9 s \| \| \| 9.º \| Jonathan Castroviejo \| Team Sky \| + 9 s \| \| \| 10.º \| Brent Bookwalter \| BMC Racing Team \| + 11 s \| \| |                      |                   |            |
| |                      |                   |            |
| |                      |                   |            |
| Clasificación de la etapa |                      |                   |            |
| Ciclista | Ciclista             | Equipo            | Tiempo     |
| 1.º | Michał Kwiatkowski   | Team Sky          | 7 min 25 s |
| 2.º | Jos van Emden        | LottoNL-Jumbo     | + 1 s      |
| 3.º | Gianni Moscon        | Team Sky          | + 3 s      |
| 4.º | Victor Campenaerts   | Lotto-Soudal      | + 5 s      |
| 5.º | Patrick Bevin        | BMC Racing Team   | + 5 s      |
| 6.º | Matthias Brändle     | Trek-Segafredo    | + 6 s      |
| 7.º | Bob Jungels          | Quick-Step Floors | + 7 s      |
| 8.º | Jens Keukeleire      | Lotto-Soudal      | + 9 s      |
| 9.º | Jonathan Castroviejo | Team Sky          | + 9 s      |
| 10.º | Brent Bookwalter     | BMC Racing Team   | + 11 s     |

| \| Clasificación general \| Clasificación general \| Clasificación general \| Clasificación general \| Clasificación general \| \| Ciclista \| Ciclista \| Equipo \| Tiempo \| \| \| --------------------- \| --------------------- \| --------------------- \| --------------------- \| --------------------- \| \| 1.º \| Michał Kwiatkowski \| Team Sky \| 7 min 25 s \| \| \| 2.º \| Jos van Emden \| LottoNL-Jumbo \| + 1 s \| \| \| 3.º \| Gianni Moscon \| Team Sky \| + 3 s \| \| \| 4.º \| Victor Campenaerts \| Lotto-Soudal \| + 5 s \| \| \| 5.º \| Patrick Bevin \| BMC Racing Team \| + 5 s \| \| \| 6.º \| Matthias Brändle \| Trek-Segafredo \| + 6 s \| \| \| 7.º \| Bob Jungels \| Quick-Step Floors \| + 7 s \| \| \| 8.º \| Jens Keukeleire \| Lotto-Soudal \| + 9 s \| \| \| 9.º \| Jonathan Castroviejo \| Team Sky \| + 9 s \| \| \| 10.º \| Brent Bookwalter \| BMC Racing Team \| + 11 s \| \| |                      |                   |            |
| |                      |                   |            |
| |                      |                   |            |
| Clasificación general |                      |                   |            |
| Ciclista | Ciclista             | Equipo            | Tiempo     |
| 1.º | Michał Kwiatkowski   | Team Sky          | 7 min 25 s |
| 2.º | Jos van Emden        | LottoNL-Jumbo     | + 1 s      |
| 3.º | Gianni Moscon        | Team Sky          | + 3 s      |
| 4.º | Victor Campenaerts   | Lotto-Soudal      | + 5 s      |
| 5.º | Patrick Bevin        | BMC Racing Team   | + 5 s      |
| 6.º | Matthias Brändle     | Trek-Segafredo    | + 6 s      |
| 7.º | Bob Jungels          | Quick-Step Floors | + 7 s      |
| 8.º | Jens Keukeleire      | Lotto-Soudal      | + 9 s      |
| 9.º | Jonathan Castroviejo | Team Sky          | + 9 s      |
| 10.º | Brent Bookwalter     | BMC Racing Team   | + 11 s     |

### 1.ª etapa
| Valence - Saint-Just-Saint-Rambert | etapa escarpada | (179 km) |

| \| Clasificación de la etapa \| Clasificación de la etapa \| Clasificación de la etapa \| Clasificación de la etapa \| Clasificación de la etapa \| \| Ciclista \| Ciclista \| Equipo \| Tiempo \| \| \| ------------------------- \| ------------------------- \| -------------------------- \| ------------------------- \| ------------------------- \| \| 1.º \| Daryl Impey \| Mitchelton-Scott \| 4 h 24 min 26 s \| \| \| 2.º \| Julian Alaphilippe \| Quick-Step Floors \| + 0 s \| \| \| 3.º \| Pascal Ackermann \| Bora-Hansgrohe \| + 0 s \| \| \| 4.º \| Tiesj Benoot \| Lotto-Soudal \| + 0 s \| \| \| 5.º \| Michał Kwiatkowski \| Team Sky \| + 0 s \| \| \| 6.º \| Jesús Herrada \| Cofidis, Solutions Crédits \| + 0 s \| \| \| 7.º \| Damiano Caruso \| BMC Racing Team \| + 0 s \| \| \| 8.º \| Xandro Meurisse \| Wanty-Groupe Gobert \| + 0 s \| \| \| 9.º \| Mike Teunissen \| Team Sunweb \| + 0 s \| \| \| 10.º \| Jaime Rosón \| Movistar Team \| + 0 s \| \| |                    |                            |                 |
| |                    |                            |                 |
| |                    |                            |                 |
| Clasificación de la etapa |                    |                            |                 |
| Ciclista | Ciclista           | Equipo                     | Tiempo          |
| 1.º | Daryl Impey        | Mitchelton-Scott           | 4 h 24 min 26 s |
| 2.º | Julian Alaphilippe | Quick-Step Floors          | + 0 s           |
| 3.º | Pascal Ackermann   | Bora-Hansgrohe             | + 0 s           |
| 4.º | Tiesj Benoot       | Lotto-Soudal               | + 0 s           |
| 5.º | Michał Kwiatkowski | Team Sky                   | + 0 s           |
| 6.º | Jesús Herrada      | Cofidis, Solutions Crédits | + 0 s           |
| 7.º | Damiano Caruso     | BMC Racing Team            | + 0 s           |
| 8.º | Xandro Meurisse    | Wanty-Groupe Gobert        | + 0 s           |
| 9.º | Mike Teunissen     | Team Sunweb                | + 0 s           |
| 10.º | Jaime Rosón        | Movistar Team              | + 0 s           |

| \| Clasificación general \| Clasificación general \| Clasificación general \| Clasificación general \| Clasificación general \| \| Ciclista \| Ciclista \| Equipo \| Tiempo \| \| \| --------------------- \| --------------------- \| --------------------- \| --------------------- \| --------------------- \| \| 1.º \| Michał Kwiatkowski \| Team Sky \| 4 h 31 min 51 s \| \| \| 2.º \| Daryl Impey \| Mitchelton-Scott \| + 2 s \| \| \| 3.º \| Gianni Moscon \| Team Sky \| + 3 s \| \| \| 4.º \| Bob Jungels \| Quick-Step Floors \| + 7 s \| \| \| 5.º \| Julian Alaphilippe \| Quick-Step Floors \| + 8 s \| \| \| 6.º \| Jens Keukeleire \| Lotto-Soudal \| + 9 s \| \| \| 7.º \| Jonathan Castroviejo \| Team Sky \| + 9 s \| \| \| 8.º \| Brent Bookwalter \| BMC Racing Team \| + 11 s \| \| \| 9.º \| Mike Teunissen \| Team Sunweb \| + 13 s \| \| \| 10.º \| Damiano Caruso \| BMC Racing Team \| + 15 s \| \| |                      |                   |                 |
| |                      |                   |                 |
| |                      |                   |                 |
| Clasificación general |                      |                   |                 |
| Ciclista | Ciclista             | Equipo            | Tiempo          |
| 1.º | Michał Kwiatkowski   | Team Sky          | 4 h 31 min 51 s |
| 2.º | Daryl Impey          | Mitchelton-Scott  | + 2 s           |
| 3.º | Gianni Moscon        | Team Sky          | + 3 s           |
| 4.º | Bob Jungels          | Quick-Step Floors | + 7 s           |
| 5.º | Julian Alaphilippe   | Quick-Step Floors | + 8 s           |
| 6.º | Jens Keukeleire      | Lotto-Soudal      | + 9 s           |
| 7.º | Jonathan Castroviejo | Team Sky          | + 9 s           |
| 8.º | Brent Bookwalter     | BMC Racing Team   | + 11 s          |
| 9.º | Mike Teunissen       | Team Sunweb       | + 13 s          |
| 10.º | Damiano Caruso       | BMC Racing Team   | + 15 s          |

### 2.ª etapa
| Montbrison - Belleville | etapa escarpada | (180,5 km) |

| \| Clasificación de la etapa \| Clasificación de la etapa \| Clasificación de la etapa \| Clasificación de la etapa \| Clasificación de la etapa \| \| Ciclista \| Ciclista \| Equipo \| Tiempo \| \| \| ------------------------- \| ------------------------- \| -------------------------- \| ------------------------- \| ------------------------- \| \| 1.º \| Pascal Ackermann \| Bora-Hansgrohe \| 4 h 19 min 57 s \| \| \| 2.º \| Edvald Boasson Hagen \| Dimension Data \| + 0 s \| \| \| 3.º \| Daryl Impey \| Mitchelton-Scott \| + 0 s \| \| \| 4.º \| Oliver Naesen \| AG2R La Mondiale \| + 0 s \| \| \| 5.º \| Jens Keukeleire \| Lotto-Soudal \| + 0 s \| \| \| 6.º \| Julien Simon \| Cofidis, Solutions Crédits \| + 0 s \| \| \| 7.º \| Dion Smith \| Wanty-Groupe Gobert \| + 0 s \| \| \| 8.º \| Patrick Bevin \| BMC Racing Team \| + 0 s \| \| \| 9.º \| Toms Skujiņš \| Trek-Segafredo \| + 0 s \| \| \| 10.º \| Romain Hardy \| Fortuneo-Samsic \| + 0 s \| \| |                      |                            |                 |
| |                      |                            |                 |
| |                      |                            |                 |
| Clasificación de la etapa |                      |                            |                 |
| Ciclista | Ciclista             | Equipo                     | Tiempo          |
| 1.º | Pascal Ackermann     | Bora-Hansgrohe             | 4 h 19 min 57 s |
| 2.º | Edvald Boasson Hagen | Dimension Data             | + 0 s           |
| 3.º | Daryl Impey          | Mitchelton-Scott           | + 0 s           |
| 4.º | Oliver Naesen        | AG2R La Mondiale           | + 0 s           |
| 5.º | Jens Keukeleire      | Lotto-Soudal               | + 0 s           |
| 6.º | Julien Simon         | Cofidis, Solutions Crédits | + 0 s           |
| 7.º | Dion Smith           | Wanty-Groupe Gobert        | + 0 s           |
| 8.º | Patrick Bevin        | BMC Racing Team            | + 0 s           |
| 9.º | Toms Skujiņš         | Trek-Segafredo             | + 0 s           |
| 10.º | Romain Hardy         | Fortuneo-Samsic            | + 0 s           |

| \| Clasificación general \| Clasificación general \| Clasificación general \| Clasificación general \| Clasificación general \| \| Ciclista \| Ciclista \| Equipo \| Tiempo \| \| \| --------------------- \| --------------------- \| --------------------- \| --------------------- \| --------------------- \| \| 1.º \| Daryl Impey \| Mitchelton-Scott \| 8 h 51 min 46 s \| \| \| 2.º \| Michał Kwiatkowski \| Team Sky \| + 2 s \| \| \| 3.º \| Gianni Moscon \| Team Sky \| + 5 s \| \| \| 4.º \| Bob Jungels \| Quick-Step Floors \| + 9 s \| \| \| 5.º \| Julian Alaphilippe \| Quick-Step Floors \| + 10 s \| \| \| 6.º \| Jens Keukeleire \| Lotto-Soudal \| + 11 s \| \| \| 7.º \| Jonathan Castroviejo \| Team Sky \| + 11 s \| \| \| 8.º \| Brent Bookwalter \| BMC Racing Team \| + 13 s \| \| \| 9.º \| Edvald Boasson Hagen \| Dimension Data \| + 14 s \| \| \| 10.º \| Damiano Caruso \| BMC Racing Team \| + 17 s \| \| |                      |                   |                 |
| |                      |                   |                 |
| |                      |                   |                 |
| Clasificación general |                      |                   |                 |
| Ciclista | Ciclista             | Equipo            | Tiempo          |
| 1.º | Daryl Impey          | Mitchelton-Scott  | 8 h 51 min 46 s |
| 2.º | Michał Kwiatkowski   | Team Sky          | + 2 s           |
| 3.º | Gianni Moscon        | Team Sky          | + 5 s           |
| 4.º | Bob Jungels          | Quick-Step Floors | + 9 s           |
| 5.º | Julian Alaphilippe   | Quick-Step Floors | + 10 s          |
| 6.º | Jens Keukeleire      | Lotto-Soudal      | + 11 s          |
| 7.º | Jonathan Castroviejo | Team Sky          | + 11 s          |
| 8.º | Brent Bookwalter     | BMC Racing Team   | + 13 s          |
| 9.º | Edvald Boasson Hagen | Dimension Data    | + 14 s          |
| 10.º | Damiano Caruso       | BMC Racing Team   | + 17 s          |

### 3.ª etapa
| Pont-de-Vaux - Louhans | contrarreloj por equipos | (35 km) |

| \| Clasificación de la etapa \| Clasificación de la etapa \| Clasificación de la etapa \| Clasificación de la etapa \| Clasificación de la etapa \| Clasificación de la etapa \| \| Equipo \| Equipo \| Tiempo \| Diferencia \| Promedio \| \| \| ------------------------- \| ------------------------- \| ------------------------- \| ------------------------- \| ------------------------- \| ------------------------- \| \| 1.º \| Sky \| 36 min 33 s \| 0 s \| 57.456 km/h \| \| \| 2.º \| BMC Racing Team \| 37 min 11 s \| + 38 s \| 56.477 km/h \| \| \| 3.º \| Lotto Soudal \| 37 min 26 s \| + 53 s \| 56.100 km/h \| \| \| 4.º \| Mitchelton-Scott \| 37 min 29 s \| + 56 s \| 56.025 km/h \| \| \| 5.º \| Quick-Step Floors \| 37 min 35 s \| + 1 min 02 s \| 55.876 km/h \| \| \| 6.º \| Trek-Segafredo \| 38 min 00 s \| + 1 min 27 s \| 55.263 km/h \| \| \| 7.º \| AG2R La Mondiale \| 38 min 03 s \| + 1 min 30 s \| 55.191 km/h \| \| \| 8.º \| Movistar Team \| 38 min 04 s \| + 1 min 31 s \| 55.166 km/h \| \| \| 9.º \| Lotto NL-Jumbo \| 38 min 06 s \| + 1 min 33 s \| 55.118 km/h \| \| \| 10.º \| Groupama-FDJ \| 38 min 07 s \| + 1 min 34 s \| 55.094 km/h \| \| |                   |             |              |             |
| |                   |             |              |             |
| |                   |             |              |             |
| Clasificación de la etapa |                   |             |              |             |
| Equipo | Equipo            | Tiempo      | Diferencia   | Promedio    |
| 1.º | Sky               | 36 min 33 s | 0 s          | 57.456 km/h |
| 2.º | BMC Racing Team   | 37 min 11 s | + 38 s       | 56.477 km/h |
| 3.º | Lotto Soudal      | 37 min 26 s | + 53 s       | 56.100 km/h |
| 4.º | Mitchelton-Scott  | 37 min 29 s | + 56 s       | 56.025 km/h |
| 5.º | Quick-Step Floors | 37 min 35 s | + 1 min 02 s | 55.876 km/h |
| 6.º | Trek-Segafredo    | 38 min 00 s | + 1 min 27 s | 55.263 km/h |
| 7.º | AG2R La Mondiale  | 38 min 03 s | + 1 min 30 s | 55.191 km/h |
| 8.º | Movistar Team     | 38 min 04 s | + 1 min 31 s | 55.166 km/h |
| 9.º | Lotto NL-Jumbo    | 38 min 06 s | + 1 min 33 s | 55.118 km/h |
| 10.º | Groupama-FDJ      | 38 min 07 s | + 1 min 34 s | 55.094 km/h |

| \| Clasificación general \| Clasificación general \| Clasificación general \| Clasificación general \| Clasificación general \| \| Ciclista \| Ciclista \| Equipo \| Tiempo \| \| \| --------------------- \| --------------------- \| --------------------- \| --------------------- \| --------------------- \| \| 1.º \| Michał Kwiatkowski \| Team Sky \| 9 h 28 min 21 s \| \| \| 2.º \| Gianni Moscon \| Team Sky \| + 3 s \| \| \| 3.º \| Jonathan Castroviejo \| Team Sky \| + 9 s \| \| \| 4.º \| Geraint Thomas \| Team Sky \| + 21 s \| \| \| 5.º \| Brent Bookwalter \| BMC Racing Team \| + 48 s \| \| \| 6.º \| Damiano Caruso \| BMC Racing Team \| + 52 s \| \| \| 7.º \| Joey Rosskopf \| BMC Racing Team \| + 53 s \| \| \| 8.º \| Daryl Impey \| Mitchelton-Scott \| + 54 s \| \| \| 9.º \| Jens Keukeleire \| Lotto-Soudal \| + 1 min 01 s \| \| \| 10.º \| Bob Jungels \| Quick-Step Floors \| + 1 min 08 s \| \| |                      |                   |                 |
| |                      |                   |                 |
| |                      |                   |                 |
| Clasificación general |                      |                   |                 |
| Ciclista | Ciclista             | Equipo            | Tiempo          |
| 1.º | Michał Kwiatkowski   | Team Sky          | 9 h 28 min 21 s |
| 2.º | Gianni Moscon        | Team Sky          | + 3 s           |
| 3.º | Jonathan Castroviejo | Team Sky          | + 9 s           |
| 4.º | Geraint Thomas       | Team Sky          | + 21 s          |
| 5.º | Brent Bookwalter     | BMC Racing Team   | + 48 s          |
| 6.º | Damiano Caruso       | BMC Racing Team   | + 52 s          |
| 7.º | Joey Rosskopf        | BMC Racing Team   | + 53 s          |
| 8.º | Daryl Impey          | Mitchelton-Scott  | + 54 s          |
| 9.º | Jens Keukeleire      | Lotto-Soudal      | + 1 min 01 s    |
| 10.º | Bob Jungels          | Quick-Step Floors | + 1 min 08 s    |

### 4.ª etapa
| Chazey-sur-Ain - Lans-en-Vercors | etapa de montaña | (181 km) |

| \| Clasificación de la etapa \| Clasificación de la etapa \| Clasificación de la etapa \| Clasificación de la etapa \| Clasificación de la etapa \| \| Ciclista \| Ciclista \| Equipo \| Tiempo \| \| \| ------------------------- \| ------------------------- \| ------------------------- \| ------------------------- \| ------------------------- \| \| 1.º \| Julian Alaphilippe \| Quick-Step Floors \| 4 h 26 min 58 s \| \| \| 2.º \| Daniel Martin \| UAE Team Emirates \| + 0 s \| \| \| 3.º \| Geraint Thomas \| Team Sky \| + 0 s \| \| \| 4.º \| Romain Bardet \| AG2R La Mondiale \| + 0 s \| \| \| 5.º \| Pierre Latour \| AG2R La Mondiale \| + 5 s \| \| \| 6.º \| Adam Yates \| Mitchelton-Scott \| + 5 s \| \| \| 7.º \| Emanuel Buchmann \| Bora-Hansgrohe \| + 5 s \| \| \| 8.º \| Guillaume Martin \| Wanty-Groupe Gobert \| + 8 s \| \| \| 9.º \| Gianni Moscon \| Team Sky \| + 8 s \| \| \| 10.º \| Tiesj Benoot \| Lotto-Soudal \| + 8 s \| \| |                    |                     |                 |
| |                    |                     |                 |
| |                    |                     |                 |
| Clasificación de la etapa |                    |                     |                 |
| Ciclista | Ciclista           | Equipo              | Tiempo          |
| 1.º | Julian Alaphilippe | Quick-Step Floors   | 4 h 26 min 58 s |
| 2.º | Daniel Martin      | UAE Team Emirates   | + 0 s           |
| 3.º | Geraint Thomas     | Team Sky            | + 0 s           |
| 4.º | Romain Bardet      | AG2R La Mondiale    | + 0 s           |
| 5.º | Pierre Latour      | AG2R La Mondiale    | + 5 s           |
| 6.º | Adam Yates         | Mitchelton-Scott    | + 5 s           |
| 7.º | Emanuel Buchmann   | Bora-Hansgrohe      | + 5 s           |
| 8.º | Guillaume Martin   | Wanty-Groupe Gobert | + 8 s           |
| 9.º | Gianni Moscon      | Team Sky            | + 8 s           |
| 10.º | Tiesj Benoot       | Lotto-Soudal        | + 8 s           |

| \| Clasificación general \| Clasificación general \| Clasificación general \| Clasificación general \| Clasificación general \| \| Ciclista \| Ciclista \| Equipo \| Tiempo \| \| \| --------------------- \| --------------------- \| --------------------- \| --------------------- \| --------------------- \| \| 1.º \| Gianni Moscon \| Team Sky \| 13 h 55 min 30 s \| \| \| 2.º \| Michał Kwiatkowski \| Team Sky \| + 6 s \| \| \| 3.º \| Geraint Thomas \| Team Sky \| + 6 s \| \| \| 4.º \| Julian Alaphilippe \| Quick-Step Floors \| + 48 s \| \| \| 5.º \| Damiano Caruso \| BMC Racing Team \| + 49 s \| \| \| 6.º \| Bob Jungels \| Quick-Step Floors \| + 1 min 05 s \| \| \| 7.º \| Adam Yates \| Mitchelton-Scott \| + 1 min 11 s \| \| \| 8.º \| Tiesj Benoot \| Lotto-Soudal \| + 1 min 13 s \| \| \| 9.º \| Romain Bardet \| AG2R La Mondiale \| + 1 min 41 s \| \| \| 10.º \| Marc Soler \| Movistar Team \| + 1 min 48 s \| \| |                    |                   |                  |
| |                    |                   |                  |
| |                    |                   |                  |
| Clasificación general |                    |                   |                  |
| Ciclista | Ciclista           | Equipo            | Tiempo           |
| 1.º | Gianni Moscon      | Team Sky          | 13 h 55 min 30 s |
| 2.º | Michał Kwiatkowski | Team Sky          | + 6 s            |
| 3.º | Geraint Thomas     | Team Sky          | + 6 s            |
| 4.º | Julian Alaphilippe | Quick-Step Floors | + 48 s           |
| 5.º | Damiano Caruso     | BMC Racing Team   | + 49 s           |
| 6.º | Bob Jungels        | Quick-Step Floors | + 1 min 05 s     |
| 7.º | Adam Yates         | Mitchelton-Scott  | + 1 min 11 s     |
| 8.º | Tiesj Benoot       | Lotto-Soudal      | + 1 min 13 s     |
| 9.º | Romain Bardet      | AG2R La Mondiale  | + 1 min 41 s     |
| 10.º | Marc Soler         | Movistar Team     | + 1 min 48 s     |

### 5.ª etapa
| Grenoble - Valmorel | etapa de montaña | (130,5 km) |

| \| Clasificación de la etapa \| Clasificación de la etapa \| Clasificación de la etapa \| Clasificación de la etapa \| Clasificación de la etapa \| \| Ciclista \| Ciclista \| Equipo \| Tiempo \| \| \| ------------------------- \| ------------------------- \| -------------------------- \| ------------------------- \| ------------------------- \| \| 1.º \| Daniel Martin \| UAE Team Emirates \| 3 h 21 min 19 s \| \| \| 2.º \| Geraint Thomas \| Team Sky \| + 4 s \| \| \| 3.º \| Adam Yates \| Mitchelton-Scott \| + 15 s \| \| \| 4.º \| Emanuel Buchmann \| Bora-Hansgrohe \| + 16 s \| \| \| 5.º \| Dani Navarro \| Cofidis, Solutions Crédits \| + 16 s \| \| \| 6.º \| Romain Bardet \| AG2R La Mondiale \| + 16 s \| \| \| 7.º \| Damiano Caruso \| BMC Racing Team \| + 24 s \| \| \| 8.º \| Ilnur Zakarin \| Katusha-Alpecin \| + 24 s \| \| \| 9.º \| Guillaume Martin \| Wanty-Groupe Gobert \| + 26 s \| \| \| 10.º \| Antwan Tolhoek \| LottoNL-Jumbo \| + 26 s \| \| |                  |                            |                 |
| |                  |                            |                 |
| |                  |                            |                 |
| Clasificación de la etapa |                  |                            |                 |
| Ciclista | Ciclista         | Equipo                     | Tiempo          |
| 1.º | Daniel Martin    | UAE Team Emirates          | 3 h 21 min 19 s |
| 2.º | Geraint Thomas   | Team Sky                   | + 4 s           |
| 3.º | Adam Yates       | Mitchelton-Scott           | + 15 s          |
| 4.º | Emanuel Buchmann | Bora-Hansgrohe             | + 16 s          |
| 5.º | Dani Navarro     | Cofidis, Solutions Crédits | + 16 s          |
| 6.º | Romain Bardet    | AG2R La Mondiale           | + 16 s          |
| 7.º | Damiano Caruso   | BMC Racing Team            | + 24 s          |
| 8.º | Ilnur Zakarin    | Katusha-Alpecin            | + 24 s          |
| 9.º | Guillaume Martin | Wanty-Groupe Gobert        | + 26 s          |
| 10.º | Antwan Tolhoek   | LottoNL-Jumbo              | + 26 s          |

| \| Clasificación general \| Clasificación general \| Clasificación general \| Clasificación general \| Clasificación general \| \| Ciclista \| Ciclista \| Equipo \| Tiempo \| \| \| --------------------- \| --------------------- \| --------------------- \| --------------------- \| --------------------- \| \| 1.º \| Geraint Thomas \| Team Sky \| 17 h 16 min 53 s \| \| \| 2.º \| Damiano Caruso \| BMC Racing Team \| + 1 min 09 s \| \| \| 3.º \| Gianni Moscon \| Team Sky \| + 1 min 09 s \| \| \| 4.º \| Julian Alaphilippe \| Quick-Step Floors \| + 1 min 10 s \| \| \| 5.º \| Michał Kwiatkowski \| Team Sky \| + 1 min 15 s \| \| \| 6.º \| Adam Yates \| Mitchelton-Scott \| + 1 min 18 s \| \| \| 7.º \| Romain Bardet \| AG2R La Mondiale \| + 1 min 53 s \| \| \| 8.º \| Bob Jungels \| Quick-Step Floors \| + 2 min 03 s \| \| \| 9.º \| Marc Soler \| Movistar Team \| + 2 min 10 s \| \| \| 10.º \| Emanuel Buchmann \| Bora-Hansgrohe \| + 2 min 23 s \| \| |                    |                   |                  |
| |                    |                   |                  |
| |                    |                   |                  |
| Clasificación general |                    |                   |                  |
| Ciclista | Ciclista           | Equipo            | Tiempo           |
| 1.º | Geraint Thomas     | Team Sky          | 17 h 16 min 53 s |
| 2.º | Damiano Caruso     | BMC Racing Team   | + 1 min 09 s     |
| 3.º | Gianni Moscon      | Team Sky          | + 1 min 09 s     |
| 4.º | Julian Alaphilippe | Quick-Step Floors | + 1 min 10 s     |
| 5.º | Michał Kwiatkowski | Team Sky          | + 1 min 15 s     |
| 6.º | Adam Yates         | Mitchelton-Scott  | + 1 min 18 s     |
| 7.º | Romain Bardet      | AG2R La Mondiale  | + 1 min 53 s     |
| 8.º | Bob Jungels        | Quick-Step Floors | + 2 min 03 s     |
| 9.º | Marc Soler         | Movistar Team     | + 2 min 10 s     |
| 10.º | Emanuel Buchmann   | Bora-Hansgrohe    | + 2 min 23 s     |

### 6.ª etapa
| Frontenex - Espace San Bernardo | etapa de montaña | (110 km) |

| \| Clasificación de la etapa \| Clasificación de la etapa \| Clasificación de la etapa \| Clasificación de la etapa \| Clasificación de la etapa \| \| Ciclista \| Ciclista \| Equipo \| Tiempo \| \| \| ------------------------- \| ------------------------- \| ------------------------- \| ------------------------- \| ------------------------- \| \| 1.º \| Pello Bilbao \| Astana \| 3 h 34 min 11 s \| \| \| 2.º \| Geraint Thomas \| Team Sky \| + 21 s \| \| \| 3.º \| Daniel Martin \| UAE Team Emirates \| + 23 s \| \| \| 4.º \| Romain Bardet \| AG2R La Mondiale \| + 23 s \| \| \| 5.º \| Adam Yates \| Mitchelton-Scott \| + 26 s \| \| \| 6.º \| Emanuel Buchmann \| Bora-Hansgrohe \| + 1 min 02 s \| \| \| 7.º \| Ilnur Zakarin \| Katusha-Alpecin \| + 1 min 20 s \| \| \| 8.º \| Pierre Latour \| AG2R La Mondiale \| + 1 min 40 s \| \| \| 9.º \| Tao Geoghegan Hart \| Team Sky \| + 1 min 45 s \| \| \| 10.º \| Valerio Conti \| UAE Team Emirates \| + 1 min 45 s \| \| |                    |                   |                 |
| |                    |                   |                 |
| |                    |                   |                 |
| Clasificación de la etapa |                    |                   |                 |
| Ciclista | Ciclista           | Equipo            | Tiempo          |
| 1.º | Pello Bilbao       | Astana            | 3 h 34 min 11 s |
| 2.º | Geraint Thomas     | Team Sky          | + 21 s          |
| 3.º | Daniel Martin      | UAE Team Emirates | + 23 s          |
| 4.º | Romain Bardet      | AG2R La Mondiale  | + 23 s          |
| 5.º | Adam Yates         | Mitchelton-Scott  | + 26 s          |
| 6.º | Emanuel Buchmann   | Bora-Hansgrohe    | + 1 min 02 s    |
| 7.º | Ilnur Zakarin      | Katusha-Alpecin   | + 1 min 20 s    |
| 8.º | Pierre Latour      | AG2R La Mondiale  | + 1 min 40 s    |
| 9.º | Tao Geoghegan Hart | Team Sky          | + 1 min 45 s    |
| 10.º | Valerio Conti      | UAE Team Emirates | + 1 min 45 s    |

| \| Clasificación general \| Clasificación general \| Clasificación general \| Clasificación general \| Clasificación general \| \| Ciclista \| Ciclista \| Equipo \| Tiempo \| \| \| --------------------- \| --------------------- \| ------------------------- \| --------------------- \| --------------------- \| \| 1.º \| Geraint Thomas \| Team Sky \| 20 h 51 min 19 s \| \| \| 2.º \| Adam Yates \| Mitchelton-Scott \| + 1 min 29 s \| \| \| 3.º \| Romain Bardet \| AG2R La Mondiale \| + 2 min 01 s \| \| \| 4.º \| Daniel Martin \| UAE Team Emirates \| + 2 min 30 s \| \| \| 5.º \| Damiano Caruso \| BMC Racing Team \| + 2 min 39 s \| \| \| 6.º \| Emanuel Buchmann \| Bora-Hansgrohe \| + 3 min 10 s \| \| \| 7.º \| Ilnur Zakarin \| Katusha-Alpecin \| + 3 min 29 s \| \| \| 8.º \| Marc Soler \| Movistar Team \| + 3 min 40 s \| \| \| 9.º \| Pierre Latour \| AG2R La Mondiale \| + 3 min 49 s \| \| \| 10.º \| Pierre Rolland \| EF Education First-Drapac \| + 4 min 00 s \| \| |                  |                           |                  |
| |                  |                           |                  |
| |                  |                           |                  |
| Clasificación general |                  |                           |                  |
| Ciclista | Ciclista         | Equipo                    | Tiempo           |
| 1.º | Geraint Thomas   | Team Sky                  | 20 h 51 min 19 s |
| 2.º | Adam Yates       | Mitchelton-Scott          | + 1 min 29 s     |
| 3.º | Romain Bardet    | AG2R La Mondiale          | + 2 min 01 s     |
| 4.º | Daniel Martin    | UAE Team Emirates         | + 2 min 30 s     |
| 5.º | Damiano Caruso   | BMC Racing Team           | + 2 min 39 s     |
| 6.º | Emanuel Buchmann | Bora-Hansgrohe            | + 3 min 10 s     |
| 7.º | Ilnur Zakarin    | Katusha-Alpecin           | + 3 min 29 s     |
| 8.º | Marc Soler       | Movistar Team             | + 3 min 40 s     |
| 9.º | Pierre Latour    | AG2R La Mondiale          | + 3 min 49 s     |
| 10.º | Pierre Rolland   | EF Education First-Drapac | + 4 min 00 s     |

### 7.ª etapa
| Moûtiers - Saint-Gervais | etapa de montaña | (129 km) |

| \| Clasificación de la etapa \| Clasificación de la etapa \| Clasificación de la etapa \| Clasificación de la etapa \| Clasificación de la etapa \| \| Ciclista \| Ciclista \| Equipo \| Tiempo \| \| \| ------------------------- \| ------------------------- \| -------------------------- \| ------------------------- \| ------------------------- \| \| 1.º \| Adam Yates \| Mitchelton-Scott \| 3 h 51 min 34 s \| \| \| 2.º \| Dani Navarro \| Cofidis, Solutions Crédits \| + 4 s \| \| \| 3.º \| Romain Bardet \| AG2R La Mondiale \| + 9 s \| \| \| 4.º \| Emanuel Buchmann \| Bora-Hansgrohe \| + 14 s \| \| \| 5.º \| Geraint Thomas \| Team Sky \| + 19 s \| \| \| 6.º \| Daniel Martin \| UAE Team Emirates \| + 24 s \| \| \| 7.º \| Damiano Caruso \| BMC Racing Team \| + 24 s \| \| \| 8.º \| Guillaume Martin \| Wanty-Groupe Gobert \| + 28 s \| \| \| 9.º \| Pierre Latour \| AG2R La Mondiale \| + 35 s \| \| \| 10.º \| Pierre Rolland \| EF Education First-Drapac \| + 41 s \| \| |                  |                            |                 |
| |                  |                            |                 |
| |                  |                            |                 |
| Clasificación de la etapa |                  |                            |                 |
| Ciclista | Ciclista         | Equipo                     | Tiempo          |
| 1.º | Adam Yates       | Mitchelton-Scott           | 3 h 51 min 34 s |
| 2.º | Dani Navarro     | Cofidis, Solutions Crédits | + 4 s           |
| 3.º | Romain Bardet    | AG2R La Mondiale           | + 9 s           |
| 4.º | Emanuel Buchmann | Bora-Hansgrohe             | + 14 s          |
| 5.º | Geraint Thomas   | Team Sky                   | + 19 s          |
| 6.º | Daniel Martin    | UAE Team Emirates          | + 24 s          |
| 7.º | Damiano Caruso   | BMC Racing Team            | + 24 s          |
| 8.º | Guillaume Martin | Wanty-Groupe Gobert        | + 28 s          |
| 9.º | Pierre Latour    | AG2R La Mondiale           | + 35 s          |
| 10.º | Pierre Rolland   | EF Education First-Drapac  | + 41 s          |

## Clasificaciones finales
Las clasificaciones finalizaron de la siguiente forma:

### Clasificación general
| \| Clasificación general \| Clasificación general \| Clasificación general \| Clasificación general \| Clasificación general \| \| Ciclista \| Ciclista \| Equipo \| Tiempo \| \| \| --------------------- \| --------------------- \| -------------------------- \| --------------------- \| --------------------- \| \| 1.º \| Geraint Thomas \| Team Sky \| 24 h 43 min 12 s \| \| \| 2.º \| Adam Yates \| Mitchelton-Scott \| + 1 min 00 s \| \| \| 3.º \| Romain Bardet \| AG2R La Mondiale \| + 1 min 47 s \| \| \| 4.º \| Daniel Martin \| UAE Team Emirates \| + 2 min 35 s \| \| \| 5.º \| Damiano Caruso \| BMC Racing Team \| + 2 min 44 s \| \| \| 6.º \| Emanuel Buchmann \| Bora-Hansgrohe \| + 3 min 05 s \| \| \| 7.º \| Pierre Latour \| AG2R La Mondiale \| + 4 min 05 s \| \| \| 8.º \| Pierre Rolland \| EF Education First-Drapac \| + 4 min 22 s \| \| \| 9.º \| Dani Navarro \| Cofidis, Solutions Crédits \| + 4 min 31 s \| \| \| 10.º \| Ilnur Zakarin \| Katusha-Alpecin \| + 4 min 45 s \| \| |                  |                            |                  |
| |                  |                            |                  |
| Fuente: ProCyclingStats |                  |                            |                  |
| Clasificación general |                  |                            |                  |
| Ciclista | Ciclista         | Equipo                     | Tiempo           |
| 1.º | Geraint Thomas   | Team Sky                   | 24 h 43 min 12 s |
| 2.º | Adam Yates       | Mitchelton-Scott           | + 1 min 00 s     |
| 3.º | Romain Bardet    | AG2R La Mondiale           | + 1 min 47 s     |
| 4.º | Daniel Martin    | UAE Team Emirates          | + 2 min 35 s     |
| 5.º | Damiano Caruso   | BMC Racing Team            | + 2 min 44 s     |
| 6.º | Emanuel Buchmann | Bora-Hansgrohe             | + 3 min 05 s     |
| 7.º | Pierre Latour    | AG2R La Mondiale           | + 4 min 05 s     |
| 8.º | Pierre Rolland   | EF Education First-Drapac  | + 4 min 22 s     |
| 9.º | Dani Navarro     | Cofidis, Solutions Crédits | + 4 min 31 s     |
| 10.º | Ilnur Zakarin    | Katusha-Alpecin            | + 4 min 45 s     |

### Clasificación por puntos
| Clasificación por puntos | Clasificación por puntos | Clasificación por puntos | Clasificación por puntos | Clasificación por puntos |
| Ciclista                 | Ciclista                 | Equipo                   | Puntos                   |                          |
| ------------------------ | ------------------------ | ------------------------ | ------------------------ | ------------------------ |
| 1.º                      | Daryl Impey              | Mitchelton-Scott         | 45 pts                   |                          |
| 2.º                      | Daniel Martin            | UAE Team Emirates        | 42 pts                   |                          |
| 3.º                      | Geraint Thomas           | Team Sky                 | 40 pts                   |                          |
| 4.º                      | Julian Alaphilippe       | Quick-Step Floors        | 37 pts                   |                          |
| 5.º                      | Adam Yates               | Mitchelton-Scott         | 36 pts                   |                          |
| 6.º                      | Michał Kwiatkowski       | Team Sky                 | 31 pts                   |                          |
| 7.º                      | Romain Bardet            | AG2R La Mondiale         | 31 pts                   |                          |
| 8.º                      | Emanuel Buchmann         | Bora-Hansgrohe           | 25 pts                   |                          |
| 9.º                      | Edvald Boasson Hagen     | Dimension Data           | 22 pts                   |                          |
| 10.º                     | Damiano Caruso           | BMC Racing Team          | 20 pts                   |                          |

### Clasificación de la montaña
| Clasificación de la montaña | Clasificación de la montaña | Clasificación de la montaña | Clasificación de la montaña | Clasificación de la montaña |
| Ciclista                    | Ciclista                    | Equipo                      | Puntos                      |                             |
| --------------------------- | --------------------------- | --------------------------- | --------------------------- | --------------------------- |
| 1.º                         | Dario Cataldo               | Astana                      | 53 pts                      |                             |
| 2.º                         | Pello Bilbao                | Astana                      | 37 pts                      |                             |
| 3.º                         | Dani Navarro                | Cofidis, Solutions Crédits  | 28 pts                      |                             |
| 4.º                         | Geraint Thomas              | Team Sky                    | 26 pts                      |                             |
| 5.º                         | Daniel Martin               | UAE Team Emirates           | 25 pts                      |                             |
| 6.º                         | Warren Barguil              | Fortuneo-Samsic             | 25 pts                      |                             |
| 7.º                         | Adam Yates                  | Mitchelton-Scott            | 22 pts                      |                             |
| 8.º                         | David Gaudu                 | Groupama-FDJ                | 21 pts                      |                             |
| 9.º                         | Antwan Tolhoek              | LottoNL-Jumbo               | 20 pts                      |                             |
| 10.º                        | Julian Alaphilippe          | Quick-Step Floors           | 19 pts                      |                             |

### Clasificación del mejor joven
| Clasificación del mejor joven | Clasificación del mejor joven | Clasificación del mejor joven | Clasificación del mejor joven | Clasificación del mejor joven |
| Ciclista                      | Ciclista                      | Equipo                        | Tiempo                        |                               |
| ----------------------------- | ----------------------------- | ----------------------------- | ----------------------------- | ----------------------------- |
| 1.º                           | Pierre Latour                 | AG2R La Mondiale              | 24 h 47 min 17 s              |                               |
| 2.º                           | Antwan Tolhoek                | LottoNL-Jumbo                 | + 1 min 16 s                  |                               |
| 3.º                           | Guillaume Martin              | Wanty-Groupe Gobert           | + 1 min 49 s                  |                               |
| 4.º                           | Tao Geoghegan Hart            | Team Sky                      | + 3 min 00 s                  |                               |
| 5.º                           | Tiesj Benoot                  | Lotto-Soudal                  | + 4 min 29 s                  |                               |
| 6.º                           | Valerio Conti                 | UAE Team Emirates             | + 4 min 55 s                  |                               |
| 7.º                           | Marc Soler                    | Movistar Team                 | + 5 min 20 s                  |                               |
| 8.º                           | Léo Vincent                   | Groupama-FDJ                  | + 7 min 08 s                  |                               |
| 9.º                           | Amanuel Ghebreigzabhier       | Dimension Data                | + 16 min 29 s                 |                               |
| 10.º                          | Edward Ravasi                 | UAE Team Emirates             | + 18 min 21 s                 |                               |

### Clasificación por equipos
| Clasificación por equipos | Clasificación por equipos  | Clasificación por equipos | Clasificación por equipos |
| Equipo                    | Equipo                     | Tiempo                    |                           |
| ------------------------- | -------------------------- | ------------------------- | ------------------------- |
| 1.º                       | Sky                        | 73 h 17 min 36 s          |                           |
| 2.º                       | UAE Team Emirates          | + 7 min 18 s              |                           |
| 3.º                       | AG2R La Mondiale           | + 10 min 50 s             |                           |
| 4.º                       | Cofidis, Solutions Crédits | + 18 min 39 s             |                           |
| 5.º                       | Katusha-Alpecin            | + 37 min 11 s             |                           |
| 6.º                       | Wanty-Groupe Gobert        | + 43 min 49 s             |                           |
| 7.º                       | Groupama-FDJ               | + 44 min 36 s             |                           |
| 8.º                       | BMC Racing Team            | + 53 min 22 s             |                           |
| 9.º                       | Astana                     | + 54 min 13 s             |                           |
| 10.º                      | Mitchelton-Scott           | + 58 min 35 s             |                           |

## Evolución de las clasificaciones
| Etapa                   | Vencedor                | Clasificación general | Clasificación por puntos | Clasificación de la montaña | Clasificación de los jóvenes | Clasificación por equipos |
| ----------------------- | ----------------------- | --------------------- | ------------------------ | --------------------------- | ---------------------------- | ------------------------- |
| Prólogo]]               | Michał Kwiatkowski      | Michał Kwiatkowski    | Michał Kwiatkowski       | no se entregó               | Gianni Moscon                | Sky                       |
| 1.ª                     | Daryl Impey             | Michał Kwiatkowski    | Michał Kwiatkowski       | Brice Feillu                | Gianni Moscon                | Sky                       |
| 2.ª                     | Pascal Ackermann        | Daryl Impey           | Daryl Impey              | Brice Feillu                | Gianni Moscon                | Sky                       |
| 3.ª                     | Sky                     | Michał Kwiatkowski    | Daryl Impey              | Brice Feillu                | Gianni Moscon                | Sky                       |
| 4.ª                     | Julian Alaphilippe      | Gianni Moscon         | Daryl Impey              | Dario Cataldo               | Gianni Moscon                | Sky                       |
| 5.ª                     | Daniel Martin           | Geraint Thomas        | Daryl Impey              | Dario Cataldo               | Gianni Moscon                | Sky                       |
| 6.ª                     | Pello Bilbao            | Geraint Thomas        | Daryl Impey              | Dario Cataldo               | Marc Soler                   | Sky                       |
| 7.ª                     | Adam Yates              | Geraint Thomas        | Daryl Impey              | Dario Cataldo               | Pierre Latour                | Sky                       |
| Clasificaciones finales | Clasificaciones finales | Geraint Thomas        | Daryl Impey              | Dario Cataldo               | Pierre Latour                | Sky                       |

## UCI World Ranking
El Critérium del Dauphiné otorga puntos para el UCI WorldTour 2018 y el UCI World Ranking, este último para corredores de los equipos en las categorías UCI WorldTeam, Profesional Continental y Equipos Continentales. Las siguientes tablas muestran el baremo de puntuación y los 10 corredores que obtuvieron más puntos:
| Posición              | 1.º | 2.º | 3.º | 4.º | 5.º | 6.º | 7.º | 8.º | 9.º | 10.º | 11.º | 12.º | 13.º | 14.º | 15.º | 16.º-20.º | 21.º-30.º | 31.º-50.º | 51.º-55.º | 56.º-60.º |
| Clasificación general | 500 | 400 | 325 | 275 | 225 | 175 | 150 | 125 | 100 | 85   | 70   | 60   | 50   | 40   | 35   | 30        | 20        | 10        | 5         | 3         |
| Por etapa             | 60  | 25  | 10  |     |     |     |     |     |     |      |      |      |      |      |      |           |           |           |           |           |
| Líder                 | 10  |     |     |     |     |     |     |     |     |      |      |      |      |      |      |           |           |           |           |           |

| Clasificación |                    |                            |         |       |       |        |
| Posición      | Ciclista           | Equipo                     | General | Etapa | Líder | Total  |
| ------------- | ------------------ | -------------------------- | ------- | ----- | ----- | ------ |
| 1.º           | Geraint Thomas     | Sky                        | 500     | 68,57 | 20    | 588,57 |
| 2.º           | Adam Yates         | Mitchelton-Scott           | 400     | 70    | -     | 470    |
| 3.º           | Daniel Martin      | UAE Emirates               | 275     | 95    | -     | 370    |
| 4.º           | Romain Bardet      | Ag2r La Mondiale           | 325     | 10    | -     | 335    |
| 5.º           | Damiano Caruso     | BMC Racing                 | 225     | 3,57  | -     | 228,57 |
| 6.º           | Emanuel Buchmann   | Bora-Hansgrohe             | 175     | -     | -     | 175    |
| 7.º           | Pierre Latour      | Ag2r La Mondiale           | 150     | -     | -     | 150    |
| 8.º           | Pierre Rolland     | EF Education First-Drapac  | 125     | -     | -     | 125    |
| 9.º           | Dani Navarro       | Cofidis, Solutions Crédits | 100     | 25    | -     | 125    |
| 10.º          | Michał Kwiatkowski | Sky                        | 10      | 68,57 | 30    | 108,57 |